# 苏当 (德塞夫勒省)
苏当（法語：Soudan，法語發音：[sudɑ̃] ⓘ）是法国德塞夫勒省的一个市镇，属于尼奥尔区。

## 地理
苏当（46°25'22"N, 0°6'40"W）面积23.29 平方千米，位于法国新阿基坦大区德塞夫勒省，该省份为法国西部内陆省份，北起曼恩-卢瓦尔省，西接旺代省，南至夏朗德省和滨海夏朗德省，东临维埃纳省。
与苏当接壤的市镇（或旧市镇、城区）包括：丰佩龙、楠特伊、庞普鲁、圣埃阿娜、圣热尔米耶、萨勒。

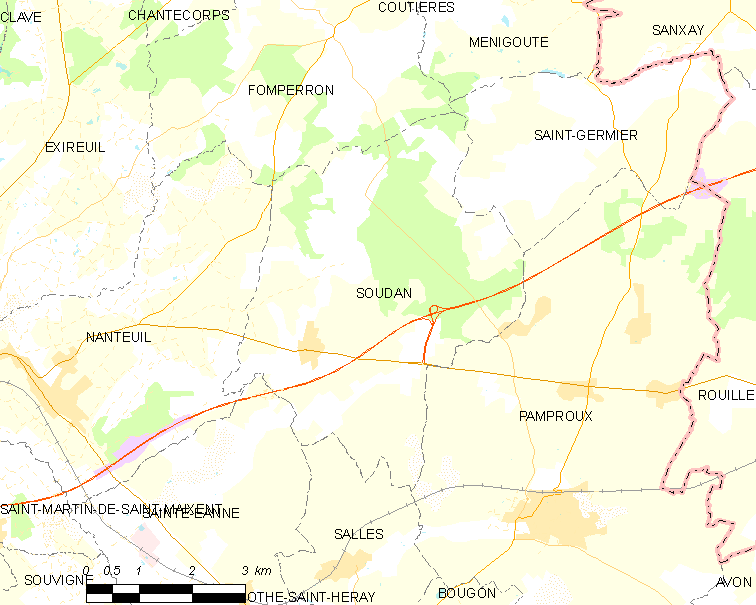
的OSM定位图

苏当的时区为UTC+01:00、UTC+02:00（夏令时）。

## 行政
苏当的邮政编码为79800，INSEE市镇编码为79316。

## 政治
苏当所属的省级选区为贝勒河畔塞勒县。

## 人口

1962-2008年间人口变化图示

苏当于2022年1月1日时的人口数量为424人。